# John Culhane
John Culhane est un journaliste, auteur et historien d'animation Disney, né en 1934 à Rockford dans l'Illinois. Il est connu pour avoir servi d'inspiration pour le personnage de Mr. Snoops dans le long métrage d'animation Les Aventures de Bernard et Bianca (1977) et de John dans le segment Rhapsody in Blue de Fantasia 2000 (1999),,. Il meurt le 31 juillet 2015 dans sa demeure de Dobbs Ferry, N.Y. des suites d'un malaise cardiaque et de la maladie d'Alzheimer à l'âge de 81 ans,,.
Durant 40 ans, il a enseigné l'histoire de l'animation dans plusieurs établissements de New York et son agglomération comme la School of Visual Arts, le Fashion Institute of Technology, la Tisch School of the Arts et le Mercy College (en) dans le Comté de Westchester. 

## Biographie
John Culhane est né en 1934 à Rockford dans l'Illinois. Durant un voyage en Californie à l'âge de 17 ans (vers 1951), il rencontre son idole Walt Disney grâce à sa fille Diane Disney, qui a le même âge que lui. Après des études dans un pensionnat jésuite de Saint-Louis, il rentre à Rockford et devient journaliste pour le Rockford Register-Republic,. Il rejoint ensuite le Chicago Daily News et devient pigiste pour Newsweek et le Reader's Digest,. Durant les années 1970 et 1980, il rédige plus de 20 articles pour le New York Times Magazine dont certains sur l'animation Disney et les Neuf Sages de Disney. 
Il est invité par le département publicitaire de Disney sur des événements marquants. Il participe ainsi à lé cérémonie des 50 ans du studio organisé au Lincoln Center en 1973, qu'il présente (voir Studios Disney de 1950 à 1973). Il participe aussi en 1978 aux 50 ans de Mickey Mouse avec un voyage en train dans plusieurs villes américaines parant de Californie jusqu'à New York aux côtés de Ward Kimball. À la même période, il collabore comme scénariste avec son cousin animateur Shamus Culhane sur trois films d'animation pour NBC, : Noah's Animals (1975), Last of the Red-Hot Dragons (1977) et The King of Beasts (1977).
Il participe à l'écriture du film La Foire des ténèbres (1983) de Walt Disney Productions réalisé par Jack Clayton, inspiré de Ray Bradbury mais n'est pas crédité. À partir de 1981, il assure la promotion de plusieurs films dans une série de rendez-vous dans des campus de lycées pour Tron (1982), Le Trou noir (1979) ou Taram et le Chaudron magique (1985). En 1983, il écrit et présente un épisode de l'émission Studio Showcase sur Disney Channel, remarquable pour inclure les images du travail d'un jeune artiste, Tim Burton sur son court métrage Vincent,.
En 1997, John Canemaker l'engage pour enseigner l'histoire de l'animation à la Tisch School of the Arts.

## Mr. Snoops
Mr. Snoops, l'acolyte de Mme Médusa, est basé sur le personnage de Mandrake chez Margery Sharp mais son physique est une caricature de John Culhane,,,,,. Son nom est lié au fait que le journaliste passait beaucoup de temps à espionner (« snoop » en anglais) autour des studios Disney.
Dans un article interne au studio de 1976, Culhane explique comment il est devenu le modèle pour le personnage de Snoops : 

« En fouillant dans les studios Disney lors de missions précédentes, j'avais fait la connaissance de Milt Kahl, un maître animateur qui a également conçu de nombreux personnages des dessins animés de Disney. En mai 1973, Milt a participé à une lecture dans une classe où j'enseignais et a accepté de dessiner une affiche pour annoncer l'événement. Sur l'affiche, il nous caricaturait lui-même et moi. Lorsque Milt est revenu aux studios, les artistes travaillant sur « Bernard et Bianca » cherchaient un aspect pour l'un des méchants. Dans le script, il a été décrit comme nerveux, indécis et dominé par Médusa. Le gars aux jambes courtes avec Milt sur l'affiche ressemblait au réalisateur Woolie Reitherman comme ce genre de gars, et ils l'ont nommé, d'après ma profession, "M. Snoops." Avant même de le voir à l'écran, j'ai réalisé que Snoops me ressemblait en effet parce que, partout où j'allais dans les studios Disney cette année-là, les artistes qui me croisaient dans les couloirs se retournaient et marquaient un temps d'arrêt avant de se dire 'C'est lui, d'accord, c'est M. Snoops.'" »

## Ouvrages
Liste non exhaustive des ouvrages ,:
- Sur l'animation Disney
  - Walt Disney’s Fantasia (1983),
  - Aladdin: The Making of an Animated Film (1992)
  - Fantasia 2000: Visions of Hope (1999).
- The American Circus: An Illustrated History, sur le cirque américain
- Special Effects in the Movies: How They Do It: Dazzling Movie Magic and the Artists Who Create It, sur les effets spéciaux